# جاده ئی۷۸ اروپا
جاده ئی۷۸ اروپا (به انگلیسی: European route E78) یکی از جاده‌های اصلی قاره اروپا است که در کشور ایتالیا قرار دارد.
این جاده که از شهر گروستو شروع شده، در شهر فانو به پایان می‌رسد و ۲۸۶ کیلومتر مسافت دارد.